# Dendrosenecio elgonensis
Dendrosenecio elgonensis (T.C.E.Fr.) E.B.Knox, 1993 è una pianta  appartenente alla famiglia delle Asteraceae, diffusa in Kenya e Uganda.

## Descrizione
La specie ha fusto alto sino a 8 m, ramificato, del diametro di 50 cm.
Le foglie, carnose, lunghe sino a 1 m, sono riunite in dense rosette apicali. Quando muoiono, si essiccano e restano saldamente inserite al tronco formando uno spesso strato isolante.

## Distribuzione e habitat
È una specie endemica del monte Elgon.

## Tassonomia
Sono note due sottospecie:
- Dendrosenecio elgonensis subsp. elgonensis
- Dendrosenecio elgonensis subsp. barbatipes